# Erich Erler

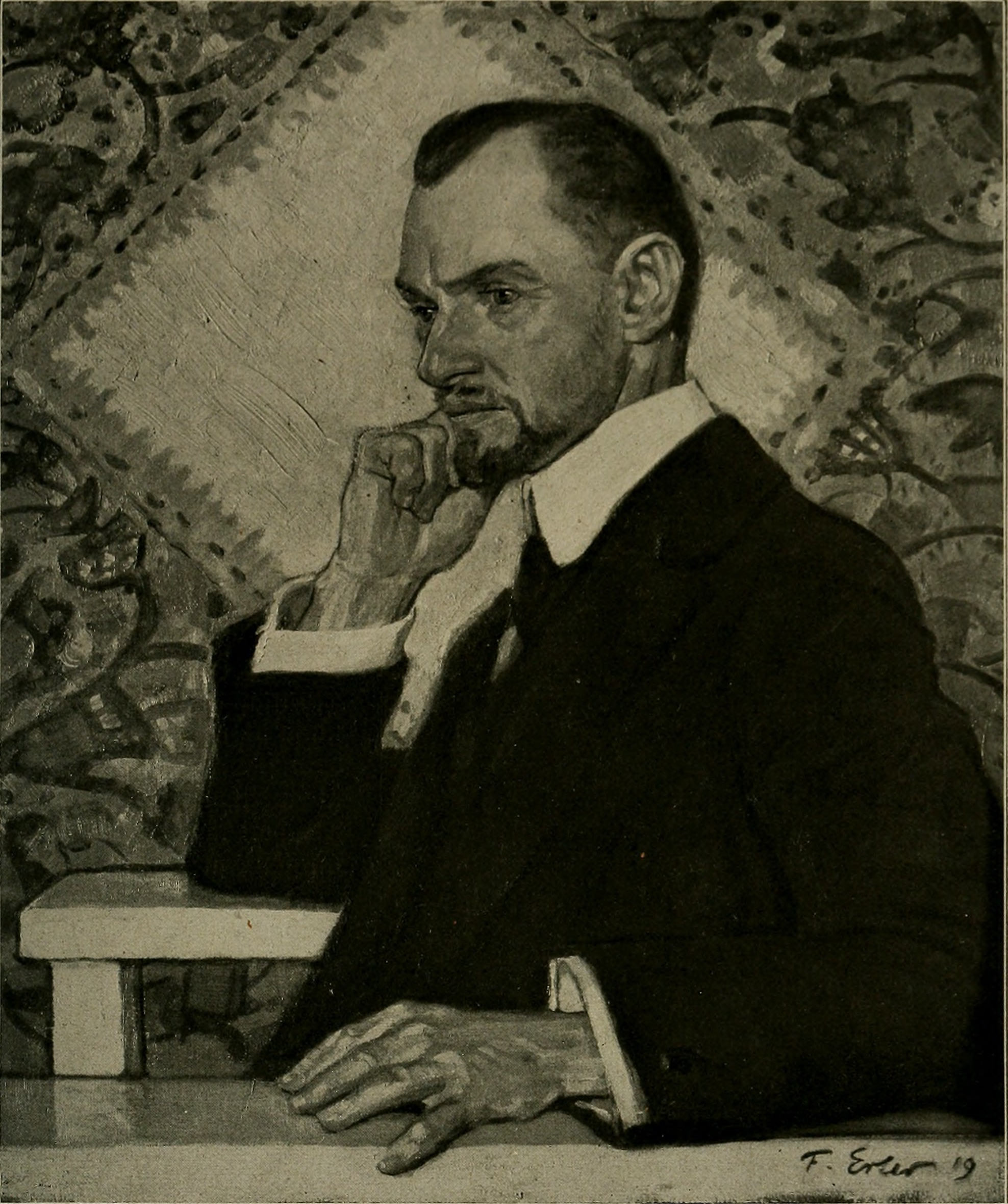
Erich Erler (1919), gemalt von seinem Bruder Fritz Erler

Erich Erler oder Erich Erler-Samaden (* 16. Dezember 1870 in Frankenstein in Schlesien; † 19. Juni 1946 in Icking im Isartal) war ein deutscher Maler der Münchner Schule und Mitarbeiter an der Wochenzeitschrift Die Jugend.

## Familie und Leben
Während sein jüngerer Bruder Fritz Erler bereits mit 17 Jahren die Kunstschule Breslau besuchen durfte, lernte Erich Erler zunächst Buchdrucker. Fritz war zudem der Patenonkel seines Sohnes Martin. Martin Erler wirkte später in der Loge AMORC und leitete die von ihm betriebene Ausgründung Ordo Rosae Aurae. Erler wurde Redakteur in Schweidnitz und fertigte in diesem Zusammenhang zeichnerische Dokumentationen. Die Zyklen Totentanz und Die Nibelungen entstanden. Bedingt durch eine Tuberkulose, begab er sich für längere Zeit nach Samaden im Engadin. Hier begann er, mit Tempera zu malen. Er lernte den Arzt und Kunstsammler Dr. Oskar Bernhard kennen, auch den Maler Giovanni Segantini. In Breslau wurde er ebenso wie sein Bruder von der kunstbegeisterten jüdischen Familie Neisser aufgenommen, in welcher auch Gerhart Hauptmann, Richard Strauss und andere Künstler, außerdem viele Politiker verkehrten. Ab 1900 hielt sich Erler in München auf, wo er in der Türkenstraße ein Atelier bezog und Mitglied der Künstlergruppe Die Scholle wurde, mit welcher er bereits 1901 im Glaspalast ausstellte. Die Münchner Pinakothek erwarb 1902 ein Bild von ihm. Über die deutschen Grenzen hinaus wurde er durch seine Bergbilder bekannt. Er bekam fünf Berufungen zu Kunstschulen, welche er alle ausschlug. Trotz seines Lungenleidens meldete er sich als Freiwilliger zum Ersten Weltkrieg, wurde aber von dessen Schrecknissen tiefgreifend erschüttert. Als Folge entstanden die Radierzyklen Krieg und Von der Front. Erler zog sich nach Icking im Isartal zurück und arbeitete zeitweise als Landarbeiter, um das bäuerliche Leben kennenzulernen.
Erler zählte während des „Dritten Reichs“ zu den wichtigsten Malern des NS-Staates, weswegen er von Hitler persönlich auf die sogenannte Gottbegnadeten-Liste (Führerliste) gesetzt wurde.
Am Ende des Zweiten Weltkriegs wurden Erlers Werke von den Besatzungsmächten als nationalsozialistische Erzeugnisse beschlagnahmt und nicht mehr zurückgegeben.

## Das künstlerische Werk

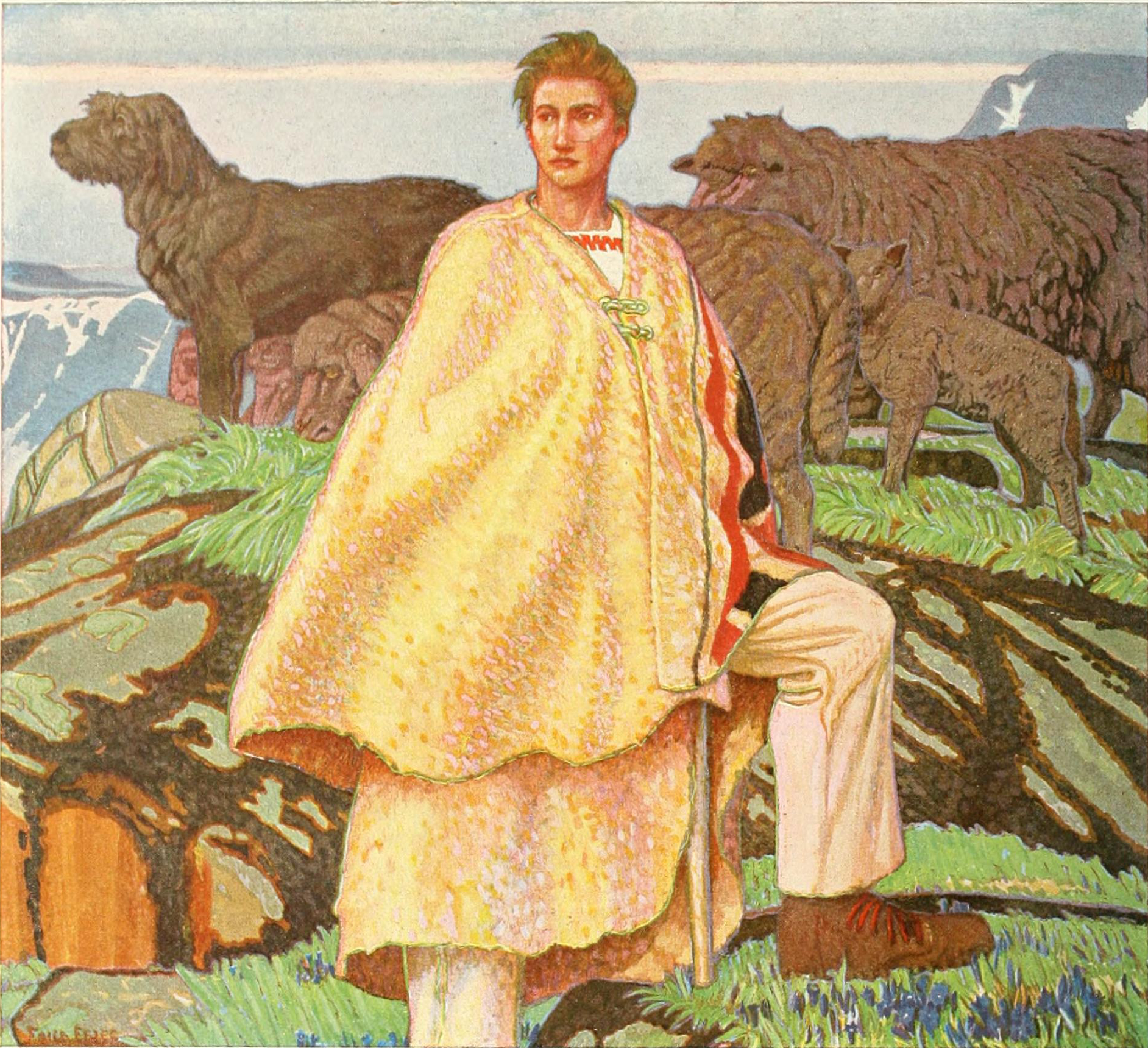
Erich Erler: David (1913)

- Verschiedene Zyklen: Totentanz, Die Nibelungen, Krieg, Von der Front
- Abenteuerlicher Simplicissimus. Zwanzig Radierungen von Erich Erler. Hanfstaengl, München 1921
- 1939: Eva (Nackte mit allerlei Getier), Haus der Deutschen Kunst, München
- 1943: Blut und Boden (Öl auf Leinwand)